# Peteroma lignea
Peteroma lignea är en fjärilsart som beskrevs av William Schaus 1906. Peteroma lignea ingår i släktet Peteroma och familjen nattflyn. Inga underarter finns listade i Catalogue of Life.